# From This Moment On (альбом Мэриэн Макпартлэнд)
From This Moment On — студийный альбом британо-американской джазовой пианистки Мэриэн Макпартлэнд, записанный в 1978 году при участии басиста Брайана Торффа и барабанщика Джейка Ханны. Релиз состоялся в 1979 году на лейбле Concord Jazz.

## Отзывы критиков
| Оценки критиков                            | Оценки критиков |
| Источник                                   | Оценка          |
| ------------------------------------------ | --------------- |
| AllMusic                                   | [ 2 ]           |
| The Encyclopedia of Popular Music          | [ 3 ]           |
| The Penguin Guide to Jazz                  | [ 4 ]           |
| The Rolling Stone Jazz Record Guide        | [ 5 ]           |
| The Rolling Stone Jazz & Blues Album Guide | [ 6 ]           |

Скотт Яноу в обзоре для AllMusic отметил, что это непринуждённая и изысканная работа, в которой, однако, нет ничего неожиданного, и музыка не привлекает особого внимания, но исполнение приятное, гармоничное и слегка ритмичное.

## Список композиций
1. «From This Moment On» (Коул Портер) — 4:12
2. «Emily» (Джонни Мэндел, Джонни Мерсер) — 5:26
3. «Sweet and Lovely» (Чарльз Дэниэлс, Гас Арнхейм, Гарри Тобиас) — 4:29
4. «Ambiance» (Мэриэн Макпартлэнд) — 5:43
5. «You and the Night and the Music» (Говард Дитц, Артур Шварц) — 3:27
6. «If You Could See Me Now» (Карл Сигман, Тэдд Дэмерон) — 3:30
7. «Lullaby of the Leaves» (Бернис Петкер, Джозеф Янг) — 3:51
8. «No Greater Love» (Ишэм Джонс) — 3:23
9. «Polka Dots and Moonbeams» (Джонни Бёрк, Джимми Ван Хьюзен) — 4:02

## Участники записи
- Мэриэн Макпартлэнд — фортепиано
- Брайан Торфф — бас
- Джейк Ханна — ударные
- Фил Эдвардс — звукорежиссёр, запись, сведение

Все данные взяты из примечаний к альбому.